# Belgica (корабель, 1884)
Бельжика — назва двох бельгійських дослідних кораблів. Обидва кораблі названі за римською провінцією Белгіка, утвореною 16 року до н. е. в області розселення кельтського племені белгів.

## Історична «Бельжика»
Перший корабель відомий як «Бельжика» побудував Крістіан Брінч Якобсен 1884 року в Свельвіку (Норвегія) і спочатку називався Патрія. Корабель був 35,97 м завдовжки, 7,62 м завширшки і 4,11 м заввишки і важив 336 тонн. Під час будівництва корабля використовувалися сосна і дуб. Крім вітрил, корабель був оснащений паровою машиною. Спочатку корабель призначався для промислу китів і був спеціально укріплений, щоб зробити можливим плавання в льодах.
Корабель був придбаний Адрієном де Жерлашем для бельгійської антарктичної експедиції і 4 липня 1896 року названий «Бельжика». З нагоди хрещення корабля був даний салют. Навантажена 40 тоннами провіанту «Бельжика» відпливла з Антверпена в Антарктику 16 серпня 1897 року: на борту корабля знаходилися 23 члени екіпажу, зокрема й сам Жерлаш, штурман Руал Амундсен, біолог, зоолог, ботанік і спелеолог Еміль Раковіце і судновий лікар і фотограф Фредерик Кук. 28 лютого 1898 року судно виявилося затертим у льодах, і тільки 14 березня 1899 року змогло почати зворотний шлях до Антеверпена, куди й прибуло 5 листопада 1899 року.
Пізніше судно було придбане Філіпом Орлеанским, і використовувалося ним спільно з Жерлашем для подальших експедицій. Після першої світової війни «Бельжику» спочатку придбав Дет Норске Кулсіндікат, перейменував на «Ісфьорд» і використовував для перевезення вугілля, а потім — для лову та переробки риби біля Лофотенських островів. У травні 1940 Збройні сили Великої Британії перетворили «Бельжику» на плавучий арсенал.
19 травня 1940 року «Бельжика» постраждала в ході бомбардування Люфтваффе і затонула у фіорді біля міста Гарстад.

## «Бельжика» A962

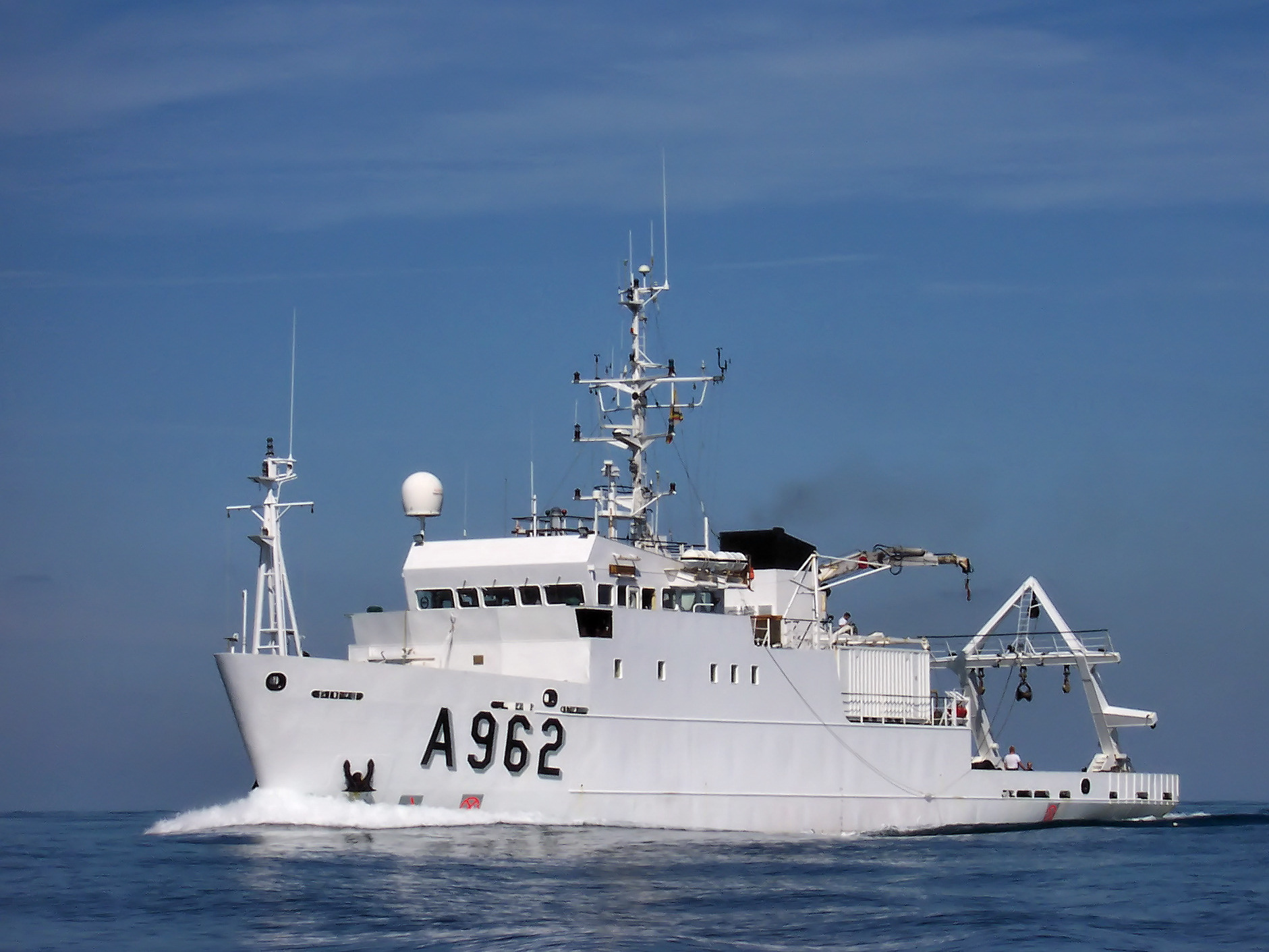
Belgica (A962)

Нинішня «Бельжика» — зареєстрований під номером А962 корабель, що належить уряду Бельгії. Команда корабля — службовці морського компонента бельгійських збройних сил. Назву кораблю дала королева Фабіола 1984 року, рівно через 100 років після історичної «Бельжики». Корабель має 50 м завдовжки, 10 м шириною і 5,7 м заввишки, і важить 232 тонни (нетто) / 765 тонн (з повним завантаженням).
Основне завдання сьогоднішньої «Бельжики» — збирання інформації про флору і фауну Північного моря. Для цих цілей корабель оснащений дослідницької апаратурою і співпрацює з бельгійськими університетами і дослідницькими центрами.